# Waschbeton

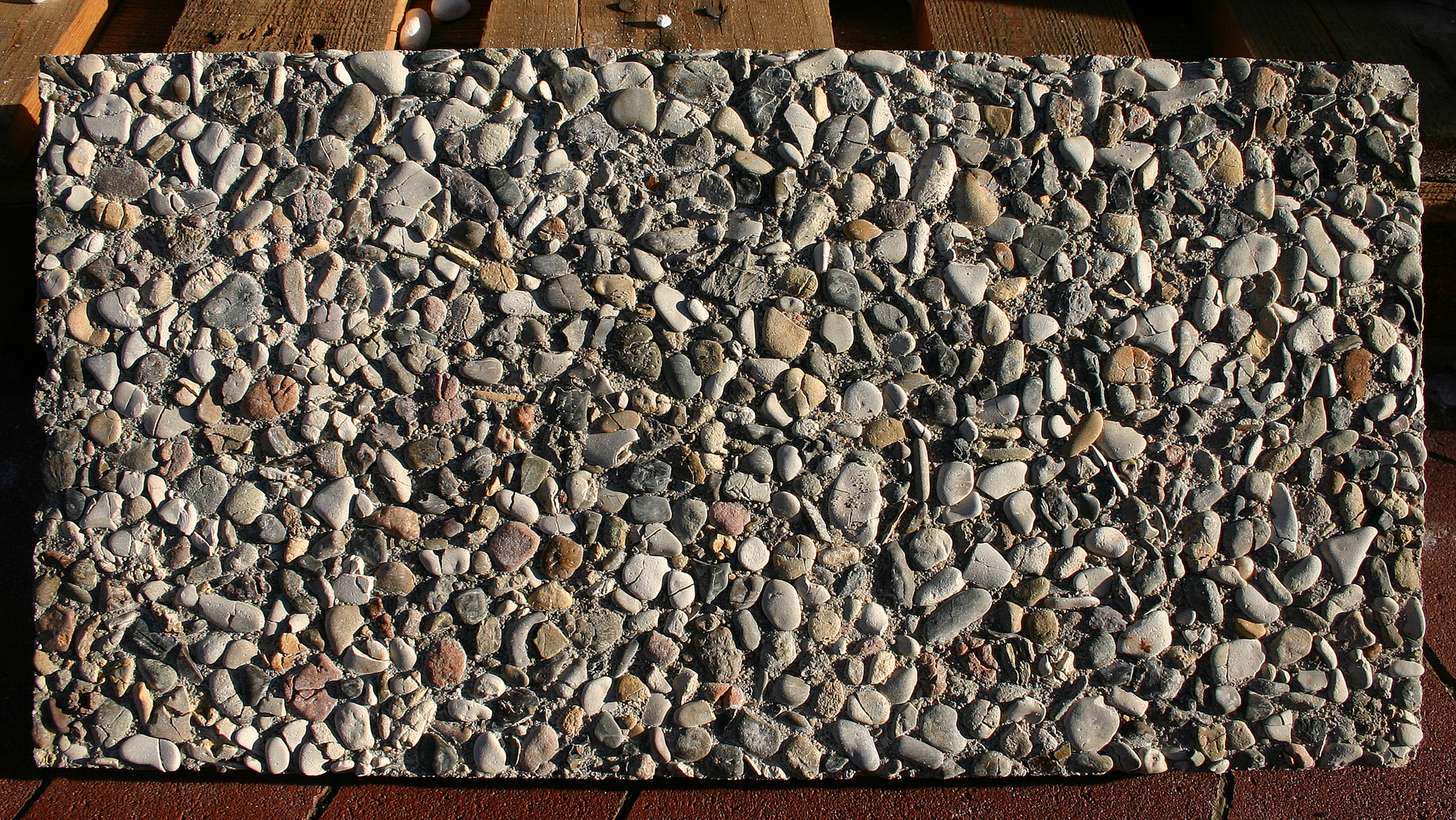
Typische Waschbetonplatte, ca. 80 × 40 cm

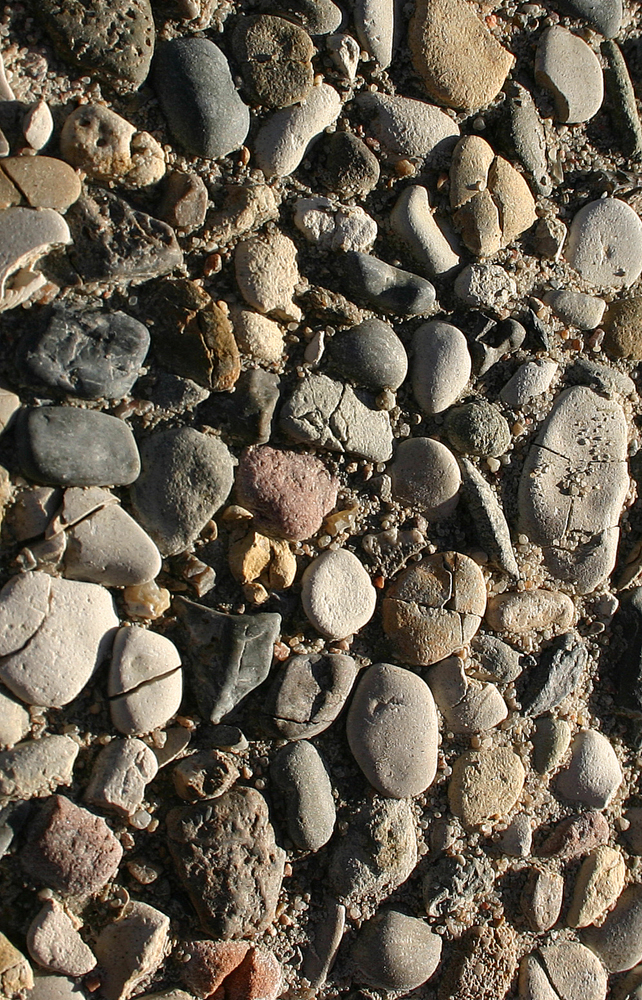
Nahansicht Waschbeton

Waschbeton ist im Bauwesen ein Beton mit einer charakteristischen, reliefartigen Oberflächenstruktur.  Sie entsteht durch eine spezielle Oberflächenbehandlung beim Auswaschen des Zementleims, so dass die normalerweise bedeckten Gesteinskörnungen (Kieselsteine) freigelegt und sichtbar werden.
Waschbeton wird in Form von Betonplatten für Bodenplatten oder als dekoratives Element an Fassaden verwendet. Aber auch bei dreidimensionalen Objekten, wie beispielsweise Pflanzkübeln, lässt sich Waschbeton einsetzen.

## Herstellung
Bei der Herstellung von Waschbeton wird die Gussform mit einem Erstarrungsverzögerer (z. B. Zucker) behandelt oder es wird ein mit Erstarrungsverzögerer getränktes Papier eingelegt. An den behandelten Stellen der Oberfläche kann der Beton nicht abbinden. Nach dem Entfernen der Schalung werden die Zementschlämme mit einem scharfen Wasserstrahl ausgewaschen, gegebenenfalls auch unter Einsatz von Bürsten. An der Oberfläche bleibt nur noch die gröbere Gesteinskörnung übrig.
Durch die Wahl der Gesteinskörnung wird die gewünschte Struktur und Farbgebung der Oberfläche erzielt. Hier können runde Oberflächenkörnungen, wie z. B. abgerollter Kies, Granit oder Marmor (Carrara-Waschbeton), gebrochene, wie z. B. Basaltsplitt in verschiedenen Färbungen sowie Mischungen unterschiedlicher Steinsorten zum Einsatz kommen.
Besonders bei Betonplatten kommt die Direktauswaschung zum Einsatz. Unmittelbar nach dem Pressen wird die Oberfläche mit einem Hochdruckwasserstrahl bearbeitet. Der Einsatz von Erstarrungsverzögerern ist hier unnötig. Dieses Verfahren wird in der Regel nur bei kleineren Oberflächenkörnungen angewandt.

## Verwendung

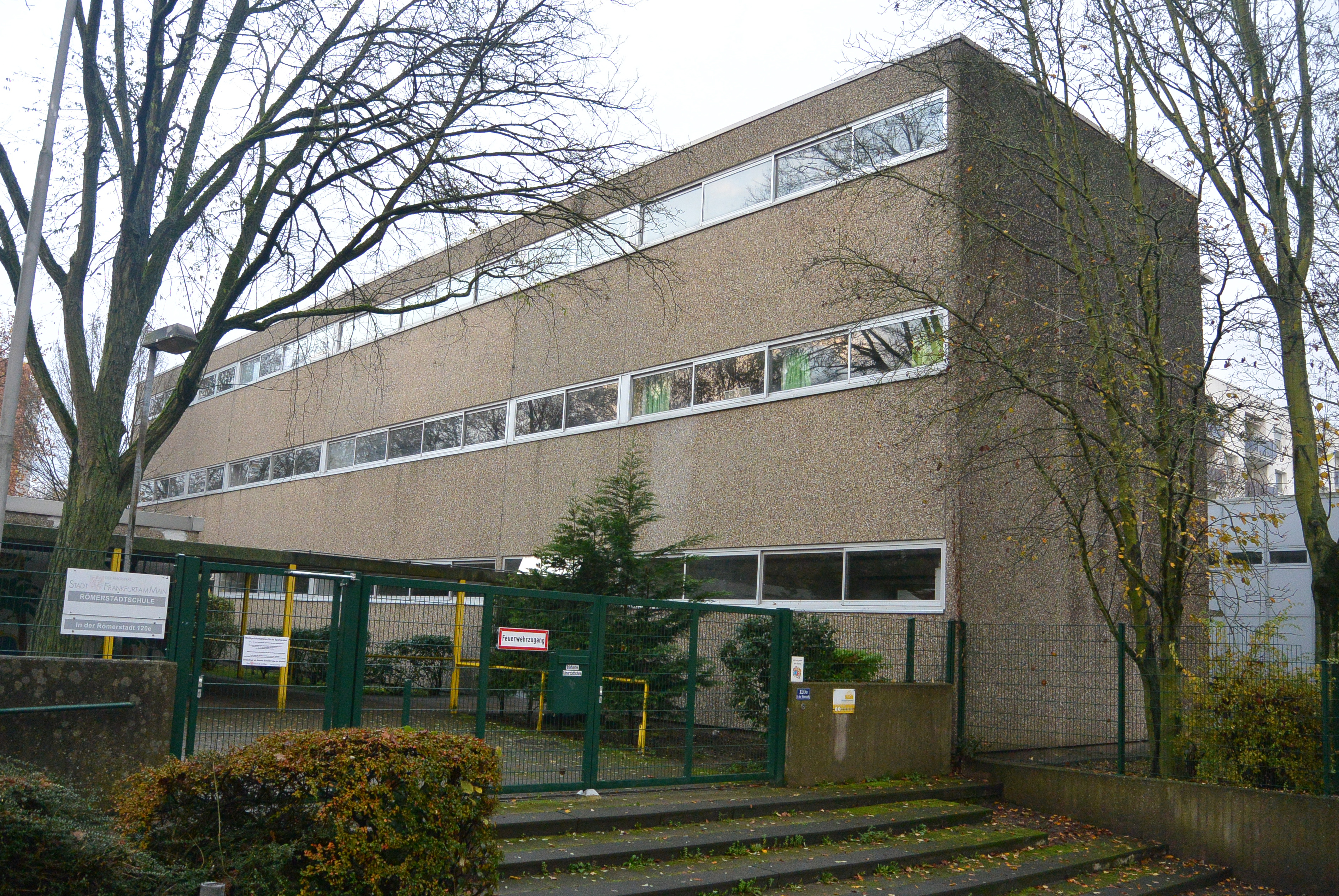
Waschbeton an der 1969 errichteten Römerstadtschule in Frankfurt

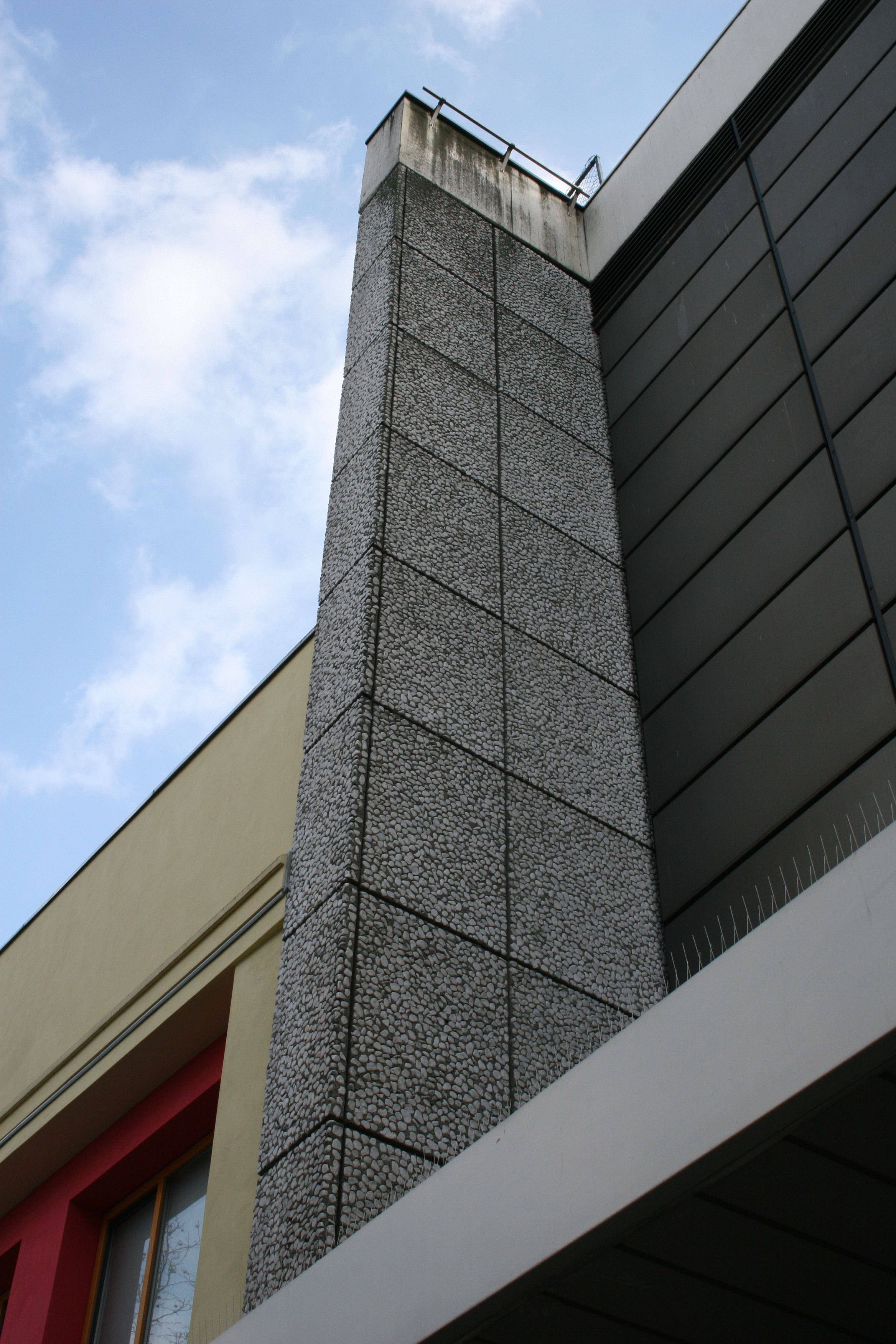
Waschbeton als Fassadenelement (mittig)

Waschbeton wurde überwiegend in den 1960er und 1970er Jahren in der Architektur eingesetzt, zum Beispiel bei Fassaden im Fertigteilbau für Fassadenelemente, bei Außentreppen, Gehwegplatten oder großen Pflanzkübeln. Bei Treppen und Gehwegen wurden durch Waschbeton auch Verbesserungen der Rutschsicherheit erreicht, im Straßenbau wird er ebenfalls verbaut.
Inzwischen wird Waschbeton jedoch immer öfter als unschön angesehen, weshalb er zunehmend aus dem Stadtbild verschwindet und nur sehr wenig Waschbeton neu hergestellt wird. Während sich manche Städte rühmen, dass die letzten Waschbetongebäude verschwunden sind, kommt in avancierten Design- und Architekturzirkeln Waschbeton wieder zur Geltung.